# Тестемицану, Иван Мирчевич
Ива́н Ми́рчевич Тестемица́ну (рум. Ion Testemițanu; род. 27 апреля 1974, Кишинёв) — советский и молдавский футболист, играл на позиции защитника, выступал за национальную сборную Молдавии, дважды становился лучшим футболистом года в Молдавии.

## Карьера

### Клубная
Началась карьера в составе родного для него «Зимбру» ещё в первенстве СССР, где он провёл в 1991 году один матч в первой лиге. С 1992 по 1998 год Тестимицану сыграл в чемпионате Молдавии за «Зимбру» 189 матчей, забил 32 мяча.
Тестимицану — единственный в истории молдавский футболист, ставший чемпионом Южной Кореи и 8-кратным обладателем золота национального первенства. 6 раз выиграл чемпионство в составе «Зимбру» и дважды с «Шерифом». В его карьере значатся выступления в России, Азербайджане, Англии. Он единственный молдавский футболист, выступавший в Англии.
7 декабря 2009 года завершил свою карьеру футболиста.

### В сборной
В национальной сборной защитник провёл 56 игр, забив пять голов.

### Тренерская карьера
В декабре 2009 года прошёл тренерские курсы УЕФА и получил международную лицензию категории «В». А в январе 2010 года Иван Тестемицану был назначен ассистентом главного тренера сборной Молдовы, на тот момент Габи Балинта. С 2013 по 2016 год занимал должность вице-президента Молдавской федерации футбола.

## Достижения

### Командные
Чемпионат Молдавии
- Чемпион (8): 1992, 1993, 1994, 1995, 1996, 1998, 2003, 2008

Кубок Молдавии
- Обладатель (3): 1997, 2002, 2008
- Финалист (2): 1995, 2004

Суперкубок Молдавии
- Обладатель: 2003

Кубок чемпионов Содружества
- Обладатель: 2003

Чемпионат Кореи
- Чемпион: 2002[5]

Чемпионат Азербайджана
- Серебряный призёр: 2009

### Личные
Лучший футболист Молдавии (2): 1995, 1997

## Семья
Дочка Анна — профессиональная теннисистка.